# Drusus estrellensis
Drusus estrellensis là một loài Trichoptera trong họ Limnephilidae. Chúng phân bố ở miền Cổ bắc.